# El-ghor
Gli El-ghor sono una band italiana nata nel 2003 e riconducibile al fenomeno dell'indie rock, panorama all'interno del quale si segnalano per le sfumature new wave e post punk, la grande cura negli arrangiamenti, l'uso di liriche in più lingue tra cui prevalentemente il francese e per la particolare attenzione riservata all'aspetto visuale della loro produzione, in riferimento alle grafiche degli album e alla realizzazione di videoclip.

## Storia del gruppo e produzione
L'esordio discografico ufficiale avviene nel 2004 con Dada Danzè, un album che ottiene buoni responsi di critica nell'ambito del rock indipendente italiano  e che permette alla band di proseguire l'intensità dell'attività dal vivo, una caratteristica che li contraddistingueva sin dagli esordi, dividendo il palco con band del calibro di Ulan Bator e Giardini di Mirò. 
All'impatto notevole dell'album, che pur esprimendosi in un linguaggio lontano dal mainstream desta un'attenzione giornalistica rara per una band esordiente, contribuisce in maniera essenziale la veste grafica curata da Muhe, pseudonimo dietro cui si cela lo stesso Luigi Cozzolino, chitarrista e cantante della band nonché grafico responsabile di molte realizzazioni, tra cui l'artwork di Sognando contromano di Neffa.
I due videoclip tratti dall'album, Danzè e Sans Lumiere, alla cui realizzazione collabora in maniera essenziale lo stesso Cozzolino, ottengono buoni responsi critici nell'ambito di manifestazioni inerenti alla cinematografia indipendente di ambito musicale. I video e l'artwork di cui sopra sono stati realizzati a quattro mani con il designer e regista Rosso Michele Ciro Franzese.
Nel 2009 la band pubblica il suo secondo album intitolato Merci Cucù, che si segnala per l'uso esclusivo della lingua francese nelle liriche e per le collaborazioni con Francesco di Bella dei 24 Grana e Davide Arneodo dei Marlene Kuntz.
Il disco viene ancora una volta contraddistinto dalla veste grafica di Muhe-Cozzolino e dai buoni responsi di critica dell'ambito indipendente, che permettono all'album una lusinghiera esposizione giornalistica.

## Curiosità
- Il nome della band cita un albo del fumetto Dylan Dog.[6]
- Tutti i membri della band hanno anche side-projects in ambiti musicali molto diversi da quello della band, come l'elettronica glitch o la samba.[6]
- Il batterista Francesco Simeone ha fatto un piccolo cameo nel film Il divo di Paolo Sorrentino.[6]

## Formazione
- Luigi Cozzolino - voce, chitarra, percussioni, synth
- Ilaria Scarico - basso, contrabbasso, flauto, pianoforte, synth
- Luca Marino - chitarra, synth
- Francesco Simeone - batteria, percussioni

## Discografia

### Album studio
- 2004 - Dada danzè
- 2009 - Merci Cucù